# زبان نائینی
زبان نائینی یکی از زبان‌های ایران مرکزی که در شاخهٔ زبان‌های ایرانی غربی قرار می‌گیرد. گویشوران این زبان ۷٬۰۳۰ نفر و تخمین زده شده‌است که عمدتاً در نائین در استان اصفهان زندگی می‌کنند. این زبان یکی از زبان های در حال انقراض ایران محسوب می شود.

## مقایسه با زبان فارسی
| زبان فارسی | زبان نائینی | زبان فارسی   | زبان نائینی |
| ---------- | ----------- | ------------ | ----------- |
| سیب زمینی  | سوخاکی      | آب           | اُو          |
| مادر       | مای         | پدر          | پِی          |
| می آیند    | یِن          | میروند       | شِن          |
| شهر        | شَر          | زن           | جِنْ          |
| دست        | دس          | چهره         | دیم         |
| دماغ       | لُنج         | پسر          | پُرَ          |
| دختر       | دُتی         | مرغ          | کَرک         |
| مرد        | مِرَ          | خروس         | هیروس       |
| سوسک       | ممیله       | قاشق         | چِمچَه        |
| مگس        | مَج          | جوجه         | چوری        |
| ابرو       | بُروِه        | چشم          | چَش          |
| دیدم       | میدی        | عروس و داماد | عاروس و زُما |
| بدو        | ایوِز        | بشین         | هَنینگَ       |
| کجا        | کیا         | کِی           | کیگَه        |
| خواهر/خواب | خُو          | خانه         | کیَه         |
| دایی       | خالو        | دستشویی      | کونارو      |
| حبه        | کلیچو       | بز نر        | چَپُش         |
| گربه       | مَلو         | سگ           | کوئَه        |
| بره ماده   | توقولی      | خیلی         | مالی        |

## ادبیات
ادبیات زبان نایینی، اشعار فولکلور، ضرب‌المثل‌ها و متل‌های عامیانه را شامل می‌شود و در مجموع در طول تاریخ از سطح ادبیات شفاهی فراتر نرفته و مکتوب نشده‌است. اما در سال ۱۳۹۷ محمدعلی عسگری اقدام به چاپ مجموعه‌داستانی به نام «هشوا» به زبان نایینی کرد. او هدف خود از این کار را ثبت زبان نایینی در تاریخ و شناساندن آن به نسل‌های بعدی عنوان کرده‌است. این کتاب با مشخصات زیر به چاپ رسیده‌است:
- عسگری، محمدعلی، هُشوا: چند داستان کوتاه و خاطره به زبان نایینی، تهران: لوح زرین، ۱۳۹۷.
- همچنین عسگری کتاب دیگری در همین حوزه به نام « هشوا 2 » منتشر کرد که شامل تعدادی داستان و خاطره باضافه چندین شعر و ضرب المثل به زبان نایینی است. این کتاب از سوی انتشارات مگستان در سال 1401 به بازار عرضه شد.عسگری همچنین کتاب دیگری را در باره ساختمان دستوری زبان نایینی منتشر کرد که سال 1402 از سوی انتشارات مگستان منتشر شد.

## نمونه متن
سِری کیچه حاج مورادُش ایدی. مِری سادَه و بی سِر و صودایی بُوی. تویی یَه کوتاب‌فروشی کارُشیکه. یَه کولایی کامواییش وِ سرونا و خُی یَه عینک پیاله‌یی و یَه کُت و شلوار یَشمی گو سِری زانوهاش بِریومیه بُوی.هیمّیشه انگاری دارتُ خوی یکی اِختولاتو شیکَه. نیازعلی سیگه گو وِش رَسا یَه سَلامی بیلِندُ شیکَه. حاج موراد جی گو یَه خوردَه چورتُ پورتُش پارَه گِرتایه بُی جوووش وَدا: «عَیلکم‌السلام مَش‌نیاز». بعد ازُش وَرَسا: «چوطوری عامو؟» نیازعلی جی دِر جوووش شوات: «الحمدلله. خودا رو شکر. هونُم گو زندَه هِم». حاج موراد خُوی صودایی بیلِندتر شوات: «هوزارسالَه بی عامو!» نیازعلی جوووش وَدا: «عامو هوزارسال ومووا چوکارکیری. صَی‌سال وِسُمُ.» و بعد شیوی لِو ایخندا. حاج موراد جی ایخِندا. نیازعلی یَه پاشوش لاریکیشا و اوشوی تا وِ کیَه رَسا.